# Städtisches Luisengymnasium München

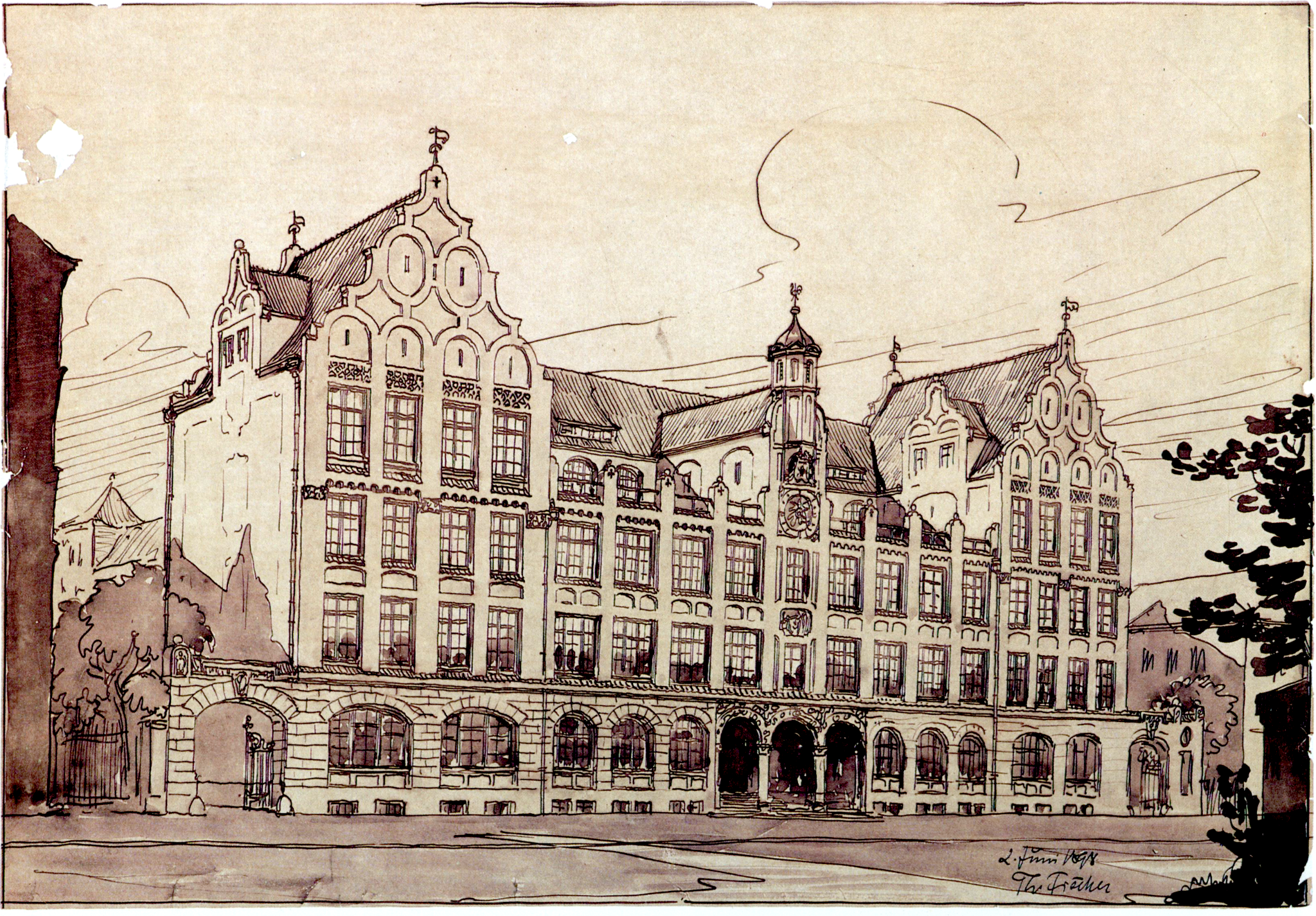
Entwurfszeichnung für die Schule von Theodor Fischer, 1898

Das Städtische Luisengymnasium (kurz: LUG) ist ein sprachliches und musisches Gymnasium im Münchner Stadtbezirk Maxvorstadt. Die 1822 als „Schule für höhere Töchter“ gegründete und seit 1969 koedukative Schule ist das älteste städtische Gymnasium Münchens und eine der wenigen Schulen mit einer eigenen Schulverfassung.

## Standort
Das Luisengymnasium liegt im Münchner Stadtbezirk Maxvorstadt in der Nähe des Hauptbahnhofs an der Luisenstraße 7. Die Schule befindet sich in zentraler Lage am Alten Botanischen Garten in unmittelbarer Nähe zum Stachus und Königsplatz.

## Geschichte
Das Luisengymnasium ist nach Prinzessin Ludovika Wilhelmine von Bayern, der späteren Herzogin Luise benannt. Sie war die Tochter von Maximilian I. Joseph (Bayern) und Mutter der legendären Sisi. Sie hatte großen Einfluss und genoss enormes Ansehen. So wurde im Jahr 1812 die damals am Stadtrand gelegene Gartenstraße ihr zu Ehren in Luisenstraße umbenannt.
Als die „Schule für höhere Töchter“ 1901 in den neu errichteten Theodor-Fischer-Bau zog, wurde sie von den Münchnern Luisenschule genannt. 1961 wurde der bereits gebräuchliche Name auch formal verliehen, und die Schule konnte sich von nun an Städtisches Luisengymnasium nennen.
Die Schule wurde 1822 von Simon Spitzweg, dem Vater des berühmten Malers Carl Spitzweg, gegründet. 1901 zogen die Schülerinnen in das von Theodor Fischer geplante Schulhaus. Die Friedensaktivistin Marie Zehetmaier war eine der ersten Frauen, die eine Stelle als Physik- und Mathelehrerin bekam. Sie unterrichtete ab 1905 am Luisengymnasium.
Nachdem die Zerstörungen des Zweiten Weltkriegs eine vierjährige Evakuierung notwendig gemacht hatten, zogen die Schülerinnen 1949 wieder in das renovierte Gebäude.
1952 wurde in Pöcking am Starnberger See das Maria-Heldrich-Landheim eingerichtet. 1969 folgte dann die Einführung der Koedukation. 1987 wurde nach dreijähriger Bauzeit der Klinkerneubau fertiggestellt und mit der Generalsanierung des Altbaus begonnen. 1990 begann der Wiedereinzug in den neu gestalteten Altbau. Seit 2005 ist das Luisengymnasium ein Ganztagsgymnasium.
Am 21. April 2009 wurde die neue Mensa eingeweiht.
Seit dem Schuljahr 2010/11 gibt es zusätzlich zum neusprachlichen einen musischen Zweig. Die Schule hat seit 2017 wie alle Schulen in Bayern vom G8 zum G9 gewechselt. 2026 werden somit die ersten Prüfungen des Abiturs im G9 abgelegt.
Die Schule ist Mitglied im Netzwerk Schule ohne Rassismus – Schule mit Courage.
Am 9. Dezember 2019 erhielt das Luisengymnasium die Urkunde zur „Umweltschule in Europa/Internationale Nachhaltigkeitsschule“.

## Sonstiges
1968 realisierte der Filmemacher Edgar Reitz einen Dokumentarfilm für das Bayerische Fernsehen  mit dem Titel Filmstunde. An vier Samstagen begleitete Reitz eine Klasse von Luisenschülerinnen bei der Realisierung eines eigenen Filmes, wobei jedem der etwa 13–14-jährigen Mädchen eine Super8-Kamera zur Verfügung gestellt wurde. 55 Jahre später trafen sich die Klasse und der Filmemacher erneut, um auf die gemeinsame Filmarbeit und ihre Auswirkung auf das Leben der Schülerinnen, zu blicken. Daraus entstand der Film Filmstunde_23, der 2025 in die Kinos kam.
1996 diente u. a. das Luisengymnasium als Kulisse für das Filmdrama Jenseits der Stille von Caroline Link. In dem Film ist auch das damalige Kammerorchester zu sehen.
Vom 5. März 2022 bis zum 15. März 2022 war im Luisengymnasium eine Erstauffangstation für Flüchtlinge aus der Ukraine eingerichtet, die von verschiedenen Hilfsorganisationen betrieben wurde.

## Angebote

### Sprachenfolge
Sprachlicher Zweig
- Latein bzw. Englisch (ab Jgs. 5)
- Englisch bzw. Latein (ab Jgs. 6)
- Spanisch oder Französisch (ab Jgs. 8)

Musischer Zweig
- Latein und Musik (ab Jgst. 5)
- Englisch (ab Jgst. 6)

### Fahrten
- Austausch mit Frankreich (Paris und Montpellier)
- Austausch mit Spanien (Sevilla)
- Austausch mit Norwegen
- Work Experience: Austausch mit Partnerschulen (Coventry bzw. Warwickshire, England)
- Schullandheim in Pöcking (Jgs. 5, 6, 8)
- Radlager (Jgs. 7)
- Studienfahrt (Jgs. 12)

### Wahl- und Profilfächer
- Betriebspraktikum (Jgst. 9, 10)
- Big Band und Jazz-Combo
- ICDL
- Fotokurs
- Model United Nations
- Europäisches Jugendparlament
- Instrumentalunterricht (Klavier, Violine, Viola, Violoncello, Kontrabass, Gitarre, Trompete, Posaune, Saxophon, Schlagwerk)
- Theater (7./8. Jgst. und Oberstufe)
- Orchester (ab Jgst. 7) und Vorochester
- Chor (5. Jgst.), Chor (6. Jgst.), Chor (7./8. Jgst.), Kammerchor (8.–12. Jgst.)
- Stimmbildung
- Licht und Tontechnik
- Tanz und Choreographie
- Schülerzeitung
- Informatik und Robotik
- Umwelt-AG
- Russisch und Chinesisch
- Basketball (Jungen/Mädchen)
- Fahrradreparatur und Radsport
- Forschen und Experimentieren

## Persönlichkeiten

### Schüler
- Olga Benario (1908–1942), Kommunistin und NS-Opfer
- Magda Bittner-Simmet (1916–2008), Künstlerin
- Elisabeth Dane (1903–1984), Biochemikerin und Hochschullehrerin
- Isabella Fehle (* 1954), Kunsthistorikerin, Direktorin des Münchner Stadtmuseums von 2010–2019
- Cora Frost (* 1963), Sängerin und Schauspielerin
- Angelika Graf (* 1954), Politikerin
- Gisela Heidenreich (* 1943), Schriftstellerin
- Jill Hornor (* 1953), Ehefrau des amerikanischen Cellisten Yo Yo Ma[7][8]
- Elisabeth Kohn (1902–1941), sozial engagierte Rechtsanwältin und NS-0pfer[9]
- Natascha Kohnen (* 1967), Politikerin[10]
- Sidonie von Krosigk (* 1989), Schauspielerin
- Maria Luiko (1904–1941), Künstlerin und NS-Opfer[11]
- Elisabeth Mann Borgese (1918–2002), Seerechtsexpertin, Ökologin und Publizistin
- Erika Mann (1905–1969), Schauspielerin, Kabarettistin und Schriftstellerin
- Jesper Munk (* 1992), Singer-Songwriter und Gitarrist
- Merith Niehuss (* 1954), Historikerin und Soziologin, von 2005 bis 2022 Präsidentin der Universität der Bundeswehr München.
- Marga Noeggerath-Bauer (1906–1991), Germanistin, Übersetzerin und Lyrikerin
- Olga Nussbaum, verh. Maier (1876–1942), NS-Opfer und Thema einer Ausstellung (2023)[12][13]
- Laura Osswald (* 1982), Schauspielerin und Fotomodell
- Christian Reitz (* 1960), Kameramann
- Gabriella Rosenthal (1913–1975), Zeichnerin[14]
- Johanna Rumschöttel (* 1946), Kommunalpolitikerin
- Gisela Schneeberger (* 1948), Kabarettistin und Schauspielerin[15]
- Hanna Schygulla (* 1943), Schauspielerin und Sängerin
- Ami Warning (* 1996), Musikerin und Sängerin

### Lehrer
- Gisela Mauermayer (1913–1995), Olympiasiegerin[16]
- Gertrud Wendl-Kempmann (1924–2013), Kunsterzieherin, Psychoanalytikerin, Autorin
- Marie Zehetmaier (1881–1980), Friedensaktivistin

## Förderverein
Der Studiengenossenverband des Luisengymnasiums München e. V. ist der gemeinnützige Förderverein des Städtischen Luisengymnasiums. Er ist Eigentümer des Maria-Heldrich-Schullandheimes in Pöcking, das die Stadt München gemietet hat. Schüler in der Unter- und Mittelstufe besuchen es jährlich. Der Studiengenossenverband fördert die Schule bei Anschaffungen und Projekten. Außerdem unterstützt er in Not geratene Schüler und sozial schwache Menschen außerhalb der Schule.